# Зручний прапор
«Зручний прапор» («дешевий прапор») — економіко-правовий термін, яким називають сукупність умов, що надаються урядом країни нерезидентам — власникам іноземних суден, готових ходити під торговим прапором країни, яка надає ці умови.
Як правило, забезпечує судну режим найбільшого сприяння та знижені ставки портових зборів у більшості портів світу, оскільки практично всі держави, що надають свій «зручний прапор», не мали конфліктів (особливо військових) з більшістю існуючих держав протягом великого історичного проміжку часу.
У 2005 найбільше суден під «зручними прапорами» було зареєстровано: у Панамі — 4688, Ліберії — 1460, Мальті — 1105, Багамських островах — 1070, на Кіпрі — 782, у Сінгапурі — 277.

## Відкрита реєстрація суден
Нестабільність національного фрахтового ринку та високі податкові ставки сприяють відходу флоту до країн відкритої реєстрації суден, які враховують інтереси судновласників у своєму законодавстві. Масштаби реєстрації морських суден під «зручні прапори» стали найбільшими після Другої світової війни.

## Переваги реєстрації «зручного прапора»
- низькі податкові ставки;
- низький рівень обов'язкової мінімальної оплати праці;
- невеликі реєстраційні збори;
- мінімум формальностей;
- вкрай короткий (порівняно з іншими) термін реєстрації;
- відсутність вимог щодо громадянства членів екіпажу;
- можливість здійснення комерційної експлуатації судна нерезидентом з-за меж держави прапора.

## Країни із «зручним» прапором
- Антигуа і Барбуда
- Багамські Острови
- Барбадос
- Беліз
- Бермудські Острови
- Болівія
- Вануату
- Гібралтар
- Гондурас
- Грузія
- Домініка
- Кайманові Острови
- Камбоджа
- Кіпр
- Коморські Острови
- Ліберія
- Ліван
- Маврикій
- Мальта
- [[Файл:Шаблон:Прапор Маршалові острови|20x13px|Маршалові острови]] [[Шаблон:Назва країни Маршалові острови]]
- Молдова
- Монголія
- М'янма
- Нідерландські Антильські острови
- [[Файл:Шаблон:Прапор Острова Кука|20x13px|Острова Кука]] [[Шаблон:Назва країни Острова Кука]]
- Панама
- Папуа Нова Гвінея
- Сан-Томе і Принсіпі
- Сент-Вінсент і Гренадини
- Тонга
- Тувалу
- Шрі-Ланка
- Екваторіальна Гвінея
- Ямайка

Болівія, Монголія та Молдова надають послуги реєстрації суден, незважаючи на те, що самі не мають виходу до моря.
Крім країн із відкритою реєстрацією, реєстраторами «зручного прапора» є країни екстериторіальної реєстрації судна або офшорні зони.